# Penstemon pruinosus
Penstemon pruinosus är en grobladsväxtart som beskrevs av David Douglas. Penstemon pruinosus ingår i släktet penstemoner, och familjen grobladsväxter. Inga underarter finns listade i Catalogue of Life.